# Traenheim
Traenheim – miejscowość i gmina we Francji, w regionie Grand Est, w departamencie Dolny Ren.
Według danych na rok 1990 gminę zamieszkiwało 496 osób, 160 os./km².
- Oficjalna strona gminy